# Sclerolaena cuneata
Sclerolaena cuneata är en amarantväxtart som beskrevs av Paul G. Wilson. Sclerolaena cuneata ingår i släktet Sclerolaena och familjen amarantväxter. Inga underarter finns listade i Catalogue of Life.

## Bildgalleri

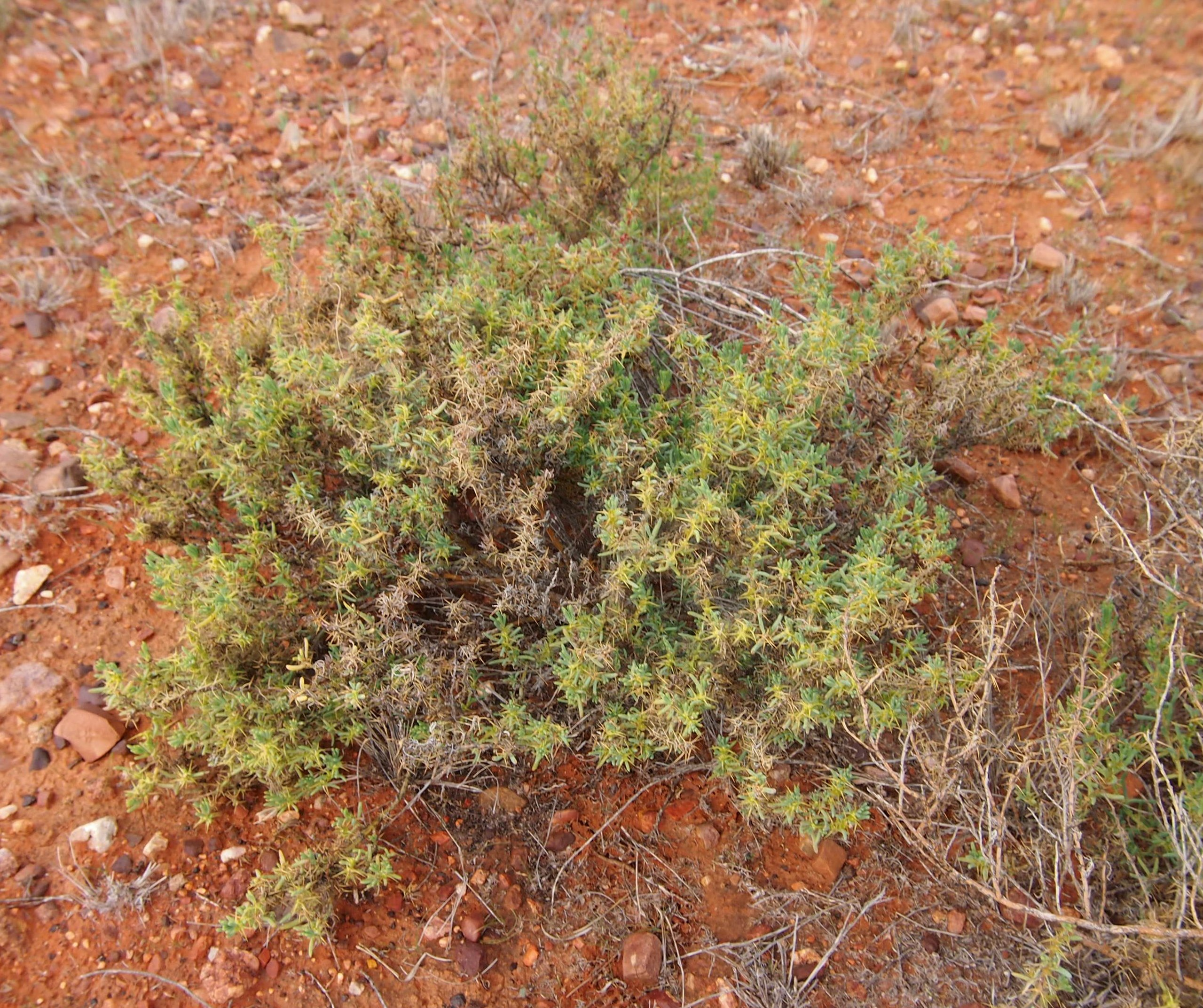
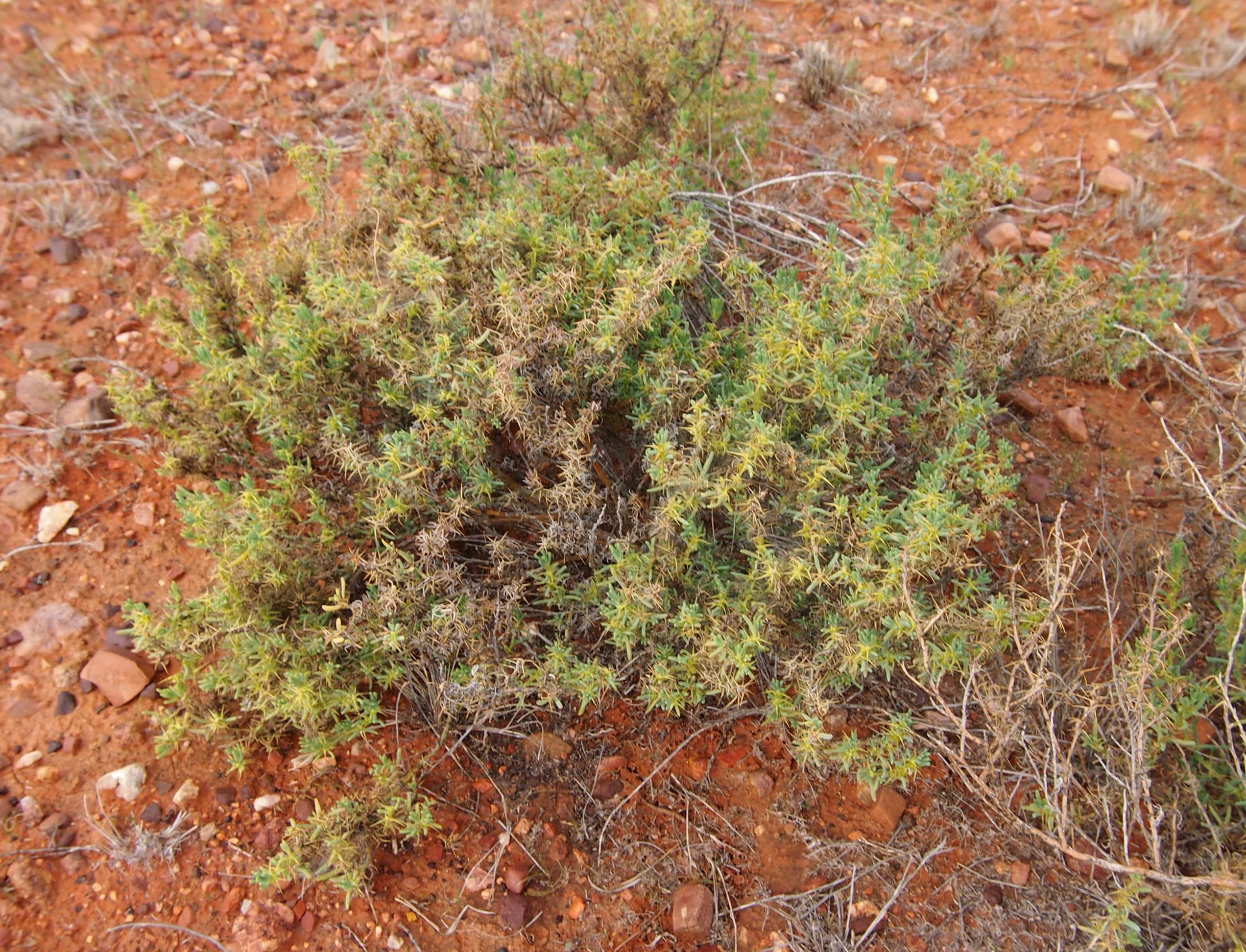
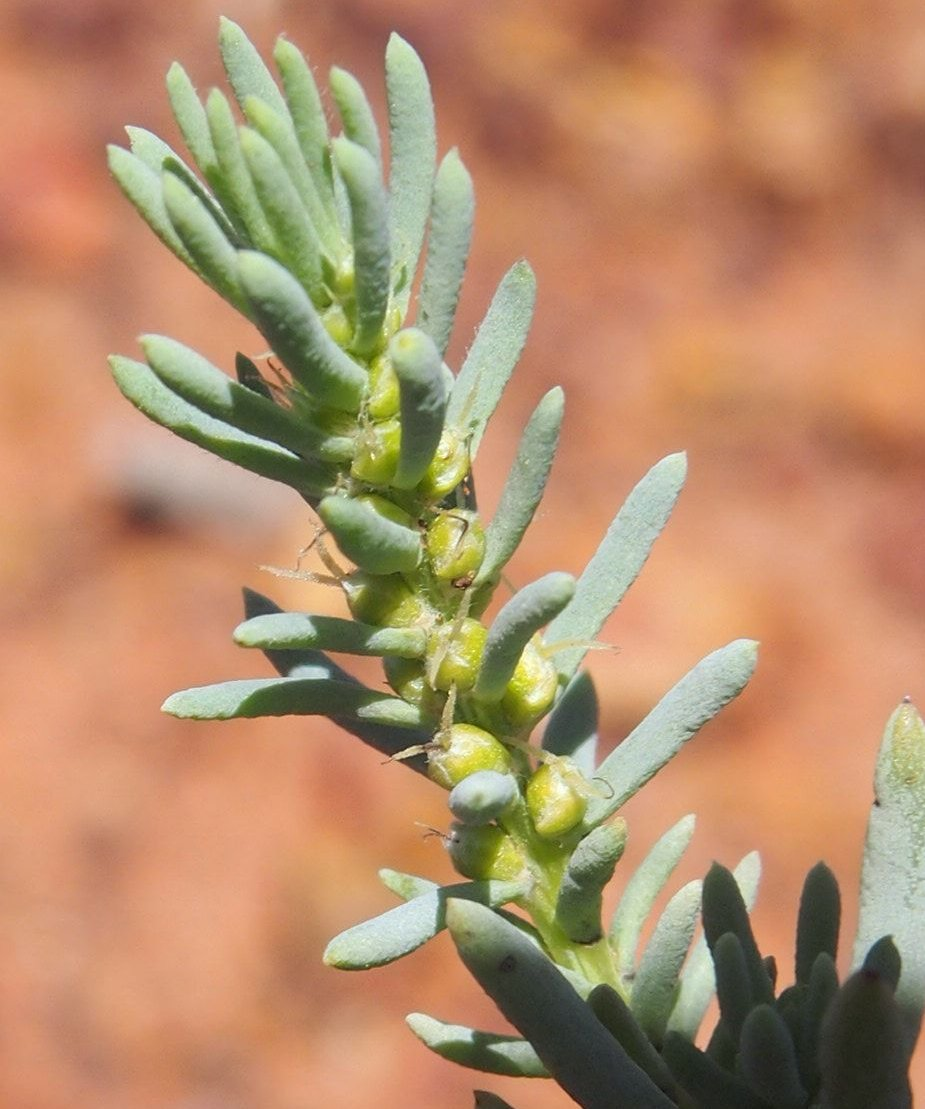